# Lecane stokesii
Lecane stokesii is een raderdiertjessoort uit de familie Lecanidae. De wetenschappelijke naam van deze soort is voor het eerst geldig gepubliceerd in 1890 door Pell.